# Lijst van nationale parken in Guinee-Bissau
Hieronder volgt een lijst van nationale parken in Guinee-Bissau.
Behalve de nationale parken zijn er ook biosfeerreservaten, bosreservaten en natuurmonumenten.
| Nationaal park                      | Stichtingsjaar | Oppervlakte (km2) | Foto |
| ----------------------------------- | -------------- | ----------------- | ---- |
| Nationaal park Ilhas de Orango      | 2000           | 1582              |      |
| Nationaal park Boé                  |                | 1315              |      |
| Nationaal park Lagoas Cufada        | 2000           | 890               |      |
| Nationaal park Dulombi              |                | 1770              |      |
| Nationaal park Varela               |                | 86                |      |
| Nationaal park Cantanhez            | 2011           | 1057              |      |
| Nationaal park João Vieira e Poilão | 2000           | 1057              |      |